# Cricetomys
Cricetomys (Waterhouse, 1840) è un genere di roditori della famiglia dei Nesomiidi.

## Descrizione

### Dimensioni
Al genere Cricetomys appartengono roditori di grandi dimensioni, con lunghezza della testa e del corpo tra 240 e 450 mm, la lunghezza della coda tra 365 e 460 mm e un peso fino a 2,8 kg.

### Caratteristiche craniche e dentarie
Il cranio è lungo e stretto e presenta un rostro allungato, una scatola cranica stretta e le creste sopra-orbitali ben sviluppate che si estendono posteriormente. Le arcate zigomatiche sono spesse. I fori palatali anteriori sono corti, le bolle timpaniche sono piccole. Gli incisivi superiori sono lisci. I molari hanno cuspidi sviluppate.
Sono caratterizzati dalla seguente formula dentaria:

### Aspetto
L'aspetto è quello di un grosso ratto ricoperto da una pelliccia corta e fine oppure ruvida. Le parti dorsali variano dal bruno-grigiastro scuro al grigiastro mentre le parti ventrali sono generalmente bianche. La testa è stretta ed allungata, il muso è appuntito e sono presenti delle caratteristiche tasche guanciali con l'apertura interna alla bocca. Gli occhi sono relativamente piccoli, caratteristica insolita in un animale prevalente notturno, ma che suggerisce uno sviluppo maggiore nei sensi dell'olfatto e dell'udito piuttosto che in quello visivo. Le orecchie sono grandi e prive di peli. Le zampe sono lunghe e sottili. Il mignolo è rudimentale mentre il quinto dito dei piedi è circa la metà del quarto. Le piante dei piedi sono provviste di sei cuscinetti. La coda è più lunga della testa e del corpo, è priva di peli, rivestita di anelli di scaglie, scura con la metà terminale bianca. Le femmine hanno due paia di mammelle pettorali e due inguinali. Lo stomaco è relativamente complesso, il cieco è ingrandito.

## Distribuzione
Si tratta di grossi roditori prevalentemente terricoli diffusi nell'Africa subsahariana.

## Tassonomia
Il genere comprende 2 specie.
- Cricetomys emini
- Cricetomys gambianus

C.kivuensis è attualmente considerato sinonimo di C.emini, mentre C.ansorgei sottospecie di C.gambianus.